# William Rowley
William Rowley (ca. 1585 - begraven 11 februari 1626) was een Engels toneelschrijver ten tijde van Jacobus I.
Over Rowley's leven is zeer weinig bekend. Voor 1610 werkte hij als acteur bij het gezelschap Queen Anne's Men en in de jaren 1620 bij de King's Men in het Globe Theatre.
William Rowley werkte veelal samen met andere schrijvers, wat destijds veelvuldig voorkwam. Bekend is dat hij heeft samengewerkt met Thomas Heywood, Thomas Middleton, John Fletcher, John Ford, Thomas Dekker en John Webster.
De volgende stukken worden toegeschreven aan Rowley zelf:
- A New Wonder (gepubliceerd in 1632)
- All's Lost by Lust (1633)
- A Match at Midnight (1633)
- A Shoemaker a Gentleman (1638)